# Tingmosgang
Tingmosgang es una localidad de la India en el distrito de Leh, estado de Ladakh.

## Geografía
Se encuentra a una altitud de 3 230 m s. n. m. a 879 km de la capital estatal, Srinagar, en la zona horaria UTC +5:30.
El valle del Indo es columna vertebral de Ladakh: el corazón del reino abarcaba desde Upshi a Khaltse, y todos los sitios asociados con la dinastía de Ladakh, Shey, Leh, Basgo y Tingmosgang, junto con todos los importantes gompas afuera de Zanskar, se ubican en esta región.

## Historia
Tingmosgang fue construida por el rey Drag-pa-Bum como su capital en el siglo XV. A través de su nieto Bhagan se originó la segunda dinastía de Ladakh, Namgyals (victoriosos), que mantuvo el poder hasta la anexión de Dogra en 1841, y cuyo linaje aún reside en el palacio Stok, en la villa.
La ciudad es también importante desde un punto de vista histórico. Luego de la muerte de  Ngawang Lobsang Gyatso, el regente gobernante del Tíbet envió a la cabeza del linaje Drukpa como emisario, firmando en 1684 el Tratado de Tingmosgang entre Ladakh y Tíbet, demarcando la frontera entre ambos reinos, entre otros acuerdos comerciales y religiosos.